# Hofer Miklós
Hofer Miklós (Bozsok, 1931. május 8. – Budapest, 2011. január 10.) Ybl- és Széchenyi-díjas építész.

## Élete
Tanulmányait a Toldy Ferenc Gimnázium elvégzése után 1949 és 1954 között a Budapesti Műszaki Egyetemen végezte, majd 1955 és 1958 között mesteriskolát végzett. 1955-től a Középülettervező Vállalatnál (KÖZTI) tervezőként működött. 1973-tól a Budapesti Műszaki Egyetem tanára volt. 1964-től a Magyar Építőművészek Szövetségének elnökhelyettese volt. Számos városrendezési tervet készített. 2001-ben vonult nyugállományba.
Testvére Hofer Tamás néprajzkutató.

## Főbb munkái
- Kazincbarcika, Főtér (1952)
- Miskolc, Avasi kilátó és tévétorony (1960)
- Gyöngyös, iskola (1959)
- Budapest, Nemzeti Színház terve (pályázati II. díj, 1966–1967)
- Szentendre, könyvtár és művelődési ház (1968–1970)
- Győr, Közlekedési és Távközlési Műszaki Főiskola (1974)
- Budapest V., Roosevelt téri irodaház (átépítve)
- Budapest, Vízmű székháza (1969)
- Szentendre, Barcsay-múzeum (1974)
- Szentmártonkáta, iskola (1983)

## Díjai, elismerései
- Ybl Miklós-díj (1964, 1978)
- Pro Urbe Budapest díj (1990)
- Széchenyi-díj (1998) – A tartószerkezetek, az alkotó építészet és a művészettörténet terén alkottak maradandót és biztosították a magyar építészképzés világszínvonalát. Megosztott díj Dulácska Endrével és Szentkirályi Zoltánnal.